# Anthonie van Borssom
Anthonie van Borssom, Borssom ook gespeld als Borsom, Boresom en Borssum (gedoopt Amsterdam, 2 januari 1631 – begraven aldaar, 19 maart 1677) was een Nederlands kunstschilder en tekenaar.
Er is niet veel bekend van zijn leven. Waarschijnlijk was hij een leerling van Rembrandt. Een deel van Van Borssoms tekeningen zijn beïnvloed door etsen van Rembrandt uit de jaren 40. Zijn schilderijen hebben vaak een vaste opbouw, bestaande uit een waterpartij op de voorgrond, vee, eventueel met een boerderij of een windmolen in het midden en een dorpje aan een lage horizon. Hij tekende kastelen, kerken en plaatsen, die hij tijdens zijn reizen door Utrecht en Gelderland tegenkwam. Bekend van Van Borssom zijn aanzichten van Naarden, Soest, Maartensdijk, Oosterbeek, Elten en Kleef. Van Borssom is begraven in de Westerkerk in Amsterdam.

## Lijst van schilderijen en tekeningen
| Titel                     | Datering    | Verblijfplaats                   | Afbeelding |
| ------------------------- | ----------- | -------------------------------- | ---------- |
| Boerenhoeve aan het water | 1645 - 1677 | Museum Bredius, Den Haag         |            |
| Bosweide met vee          | 1645 - 1677 | Museum Bredius, Den Haag         |            |
| Dieren en planten         | 1650 - 1677 | Rijksmuseum Amsterdam, Amsterdam |            |
| Landschap met koeien      | 1649        |                                  |            |
| Studie van koeien         | 1645 - 1677 |                                  |            |

- Bibliothèque nationale de France: cb14966507r (data)
- Biografisch Portaal: 11225537
- Gemeinsame Normdatei: 121923827
- International Standard Name Identifier: 0000 0001 1746 2015
- Library of Congress Control Number: no2015012616
- Nederlandse Thesaurus van Auteursnamen: 099890895
- RKD-Nederlands Instituut voor Kunstgeschiedenis: 10858
- SNAC: w6vb60h1
- Système universitaire de documentation: 184121752
- Union List of Artist Names: 500003284
- Virtual International Authority File: 15638446
- WorldCat: E39PBJh8JkTJTpyrHhCgQrPWjC